# WTA 125K 2020
WTA 125K 2020 představoval devátý ročník mezinárodních tenisových turnajů v rámci série WTA 125, střední úrovně ženského profesionálního tenisu organizované Ženskou tenisovou asociací (WTA). Pro omezení plynoucí z pandemie koronaviru zahrnul pouze tři turnaje namísto plánovaných čtrnácti.
Okruh se odehrával od 27. ledna do 6. září 2020. V březnu 2020 byla profesionální sezóna přerušena pro pandemii koronaviru. K jejímu obnovení došlo v srpnu. Podle harmonogramu se uskutečnily pouze dva úvodní díly americké série „Oracle Challenger“ v Newport Beach a Indian Wells. Všechny následující turnaje byly zrušeny.
V srpnu 2020 byl nově zařazen Prague Open na antukových dvorcích TK Sparta Praha. Pražský turnaj se stal náhradní událostí za zrušenou kvalifikaci newyorského grandslamu US Open. Počet hráček byl navýšen na sto dvacet osm singlistek, což odpovídalo startovnímu poli grandslamových turnajů. Americký tenisový svaz uhradil rekordní turnajový rozpočet série ve výši 3,125 milionů dolarů. Odložen byl debut čínského Xi'an Open v Si-anu, polského Warsaw Open a uzbeckého Tashkent Open. 

## Turnaje

### Odehrané turnaje
| Týden od  | Turnaj | Vítězky                                      | Finalistky                                | Semifinalistky                     | Čtvrtfinalistky                                                                  |
| --------- | --- | -------------------------------------------- | ----------------------------------------- | ---------------------------------- | -------------------------------------------------------------------------------- |
| 27. ledna | Oracle Challenger Series – Newport Beach Newport Beach, Spojené státy 162 480 $ – tvrdý – 48D/4Q/16Č dvouhra • čtyřhra | Madison Brengleová 6–1, 3–6, 6–2             | Stefanie Vögeleová                        | Nadia Podoroská Taylor Townsendová | Jessica Pegulaová Tatjana Mariová Christina McHaleová Coco Vandewegheová         |
| 27. ledna | Oracle Challenger Series – Newport Beach Newport Beach, Spojené státy 162 480 $ – tvrdý – 48D/4Q/16Č dvouhra • čtyřhra | Hayley Carterová Luisa Stefaniová 6–1, 6–3   | Marie Benoîtová Jessika Ponchetová        | Nadia Podoroská Taylor Townsendová | Jessica Pegulaová Tatjana Mariová Christina McHaleová Coco Vandewegheová         |
| 2. března | Oracle Challenger Series – Indian Wells Indian Wells, Spojené státy 162 480 $ – tvrdý – 48D/4Q/16Č dvouhra • čtyřhra   | Irina-Camelia Beguová 6–3, 6–3               | Misaki Doiová                             | Věra Zvonarevová Lesja Curenková   | Laura Siegemundová Yanina Wickmayerová Jessica Pegulaová Olga Danilovićová       |
| 2. března | Oracle Challenger Series – Indian Wells Indian Wells, Spojené státy 162 480 $ – tvrdý – 48D/4Q/16Č dvouhra • čtyřhra   | Asia Muhammadová Taylor Townsendová 6–4, 6–4 | Caty McNallyová Jessica Pegulaová         | Věra Zvonarevová Lesja Curenková   | Laura Siegemundová Yanina Wickmayerová Jessica Pegulaová Olga Danilovićová       |
| 31. srpna | TK Sparta Prague Open Praha, Česko 3 125 000 $ – antuka – 128D/32Č dvouhra • čtyřhra                                   | Kristína Kučová 6–4, 6–3                     | Elisabetta Cocciarettová                  | Ivana Jorovićová Nadia Podoroská   | Francesca Jonesová Çağla Büyükakçay Marina Melnikovová Anna Karolína Schmiedlová |
| 31. srpna | TK Sparta Prague Open Praha, Česko 3 125 000 $ – antuka – 128D/32Č dvouhra • čtyřhra                                   | Lidzija Marozavová Andreea Mituová 6–4, 6–4  | Giulia Gatto-Monticoneová Nadia Podoroská | Ivana Jorovićová Nadia Podoroská   | Francesca Jonesová Çağla Büyükakçay Marina Melnikovová Anna Karolína Schmiedlová |

### Zrušené turnaje
| Týden od     | Turnaj                                                                                       | zdroj |
| ------------ | -------------------------------------------------------------------------------------------- | ----- |
| 16. března   | Abierto Zapopan Guadalajara, Mexiko 125 000 $ – tvrdý – 32D/8Q/16Č                           | [ 3 ] |
| 13. dubna    | Xi'an Open Si-an, Čína 125 000 $ – tvrdý – 32D/16Q/16Č                                       | [ 4 ] |
| 27. dubna    | Kunming Open An-ning, Čína 125 000 $ – antuka – 32D/16Q/16Č                                  | [ 5 ] |
| 1. června    | Croatia Bol Open Bol, Chorvatsko 125 000 $ – antuka – 32D/16Č                                | [ 6 ] |
| 6. července  | Swedish Open Båstad, Švédsko 125 000 $ – antuka – 32D/16Č                                    | [ 7 ] |
| 27. července | Oracle Challenger Series – New Haven New Haven, Spojené státy 162 480 $ – tvrdý – 48D/4Q/16Č | [ 8 ] |
| 27. července | Karlsruhe Open Karlsruhe, Německo 125 000 $ – antuka – 32D/6Q/8Č                             | [ 9 ] |

| Týden od      | Turnaj                                                                                   | zdroj  |
| ------------- | ---------------------------------------------------------------------------------------- | ------ |
| 29. srpna     | Carinthian Ladies Open Portschach, Rakousko 1 575 000 $ – tvrdý – 64D/16Č                | [ 2 ]  |
| 7. září       | BNP Paribas Warsaw Open Varšava, Polsko 125 000 $ – tvrdý – 32D/6Q/8Č                    | [ 10 ] |
| 28. září      | Tashkent Open Taškent, Uzbekistán 125 000 $ – tvrdý – 32D/6Q/8Č                          | [ 11 ] |
| 5. října      | OEC Taipei WTA Challenger Tchaj-pej, Tchaj-wan 125 000 $ – koberec (h) – 32D/16Q/16Č     | [ 12 ] |
| 16. listopadu | Oracle Challenger Series – Houston Houston, Spojené státy 162 480 $ – tvrdý – 48D/4Q/16Č |        |
| 14. prosince  | Open de Limoges Limoges, Francie 125 000 $ – tvrdý (h) – 32D/8Q/8Č                       | [ 13 ] |

## Rozpočet a body
Celková dotace událostí činily 125 000 dolarů, což odrážel název série. Výjimkou byla americká série Oracle Challenger s rozpočtem turnajů 162 480 dolarů, rovněž tak dodatečně zařazený Prague Open s rekordní dotací okruhu 3,125 milionů dolarů. Ubytování a stravování – tzv. hospitality, byly na turnajích automaticky zajištěny organizátory. Šampiónka dvouhry a každá z vítězek čtyřhry si připsala 160 bodů, finalistky pak 95 bodů.
| Rozpis bodů | Rozpis bodů | Rozpis bodů | Rozpis bodů    | Rozpis bodů     | Rozpis bodů | Rozpis bodů | Rozpis bodů | Rozpis bodů | Rozpis bodů | Rozpis bodů |
| Soutěž | vítězky     | finalistky  | semifinalistky | čtvrtfinalistky | 16 v kole   | 32 v kole   | 48 v kole   | QV          | Q2          | Q1          |
| --- | ----------- | ----------- | -------------- | --------------- | ----------- | ----------- | ----------- | ----------- | ----------- | ----------- |
| Dvouhra (48S/4Q) | 160         | 95          | 57             | 29              | 15          | 8           | 1           | 4           | —           | 1           |
| Dvouhra (32S/16Q) | 160         | 95          | 57             | 29              | 15          | 1           | —           | 6           | 4           | 1           |
| Dvouhra (32S/8Q) | 160         | 95          | 57             | 29              | 15          | 1           | —           | 6           | —           | 1           |
| Čtyřhra (16D) | 160         | 95          | 57             | 29              | 1           | —           | —           | —           | —           | —           |
| Čtyřhra (8D) | 160         | 95          | 57             | 1               | —           | —           | —           | —           | —           | —           |
| QV – vítězka kvalifikace, Q1/2 – 1. a 2. kolo kvalifikace, (xS/D/Q) – „x“ počet hráček v soutěži dvouhry/čtyřhry/kvalifikace dvouhry |             |             |                |                 |             |             |             |             |             |             |

## Přehled titulů

### Tituly podle tenistek
| celkem | tenistka                    | dvouhra | čtyřhra | dvouhra | čtyřhra |
| ------ | --------------------------- | ------- | ------- | ------- | ------- |
| 1      | Irina-Camelia Beguová (ROU) | ●       |         | 1       | 0       |
| 1      | Madison Brengleová (USA)    | ●       |         | 1       | 0       |
| 1      | Kristína Kučová (SVK)       | ●       |         | 1       | 0       |
| 1      | Hayley Carterová (USA)      |         | ●       | 0       | 1       |
| 1      | Lidzija Marozavová (BLR)    |         | ●       | 0       | 1       |
| 1      | Andreea Mituová (ROU)       |         | ●       | 0       | 1       |
| 1      | Asia Muhammadová (USA)      |         | ●       | 0       | 1       |
| 1      | Luisa Stefaniová (BRA)      |         | ●       | 0       | 1       |
| 1      | Taylor Townsendová (USA)    |         | ●       | 0       | 1       |

### Tituly podle státu
| Celkem | stát      | dvouhra | čtyřhra |
| ------ | --------- | ------- | ------- |
| 3      | USA       | 1       | 2       |
| 2      | Rumunsko  | 1       | 1       |
| 1      | Slovensko | 1       | 0       |
| 1      | Bělorusko | 0       | 1       |
| 1      | Brazílie  | 0       | 1       |